# Лю Сян (историк)
Лю Сян (79 год до н. э. — 6 год до н. э.) — выдающийся китайский историк, текстолог, знаток старинных канонов времен династии Ранняя Хань.

## Биография
Родился в уезде Пэйсянь в семье, которая имела родственные и дружеские отношения с представителями правящей в империи Хань династии Лю. Был потомком Лю Цзяо, младшего брата Лю Бана, основателя династии. В юности переехал в Чанъань, где учился в тай сюэ, императорской академии. Получил превосходное образование. Лю составил первый каталог императорской библиотеки (Вэйлу), занимался редактированием канонов. За это получил сановный титул дафу. В 56 году до н. э. с большим трудом избежал смертной казни за его неудачную попытку сделать золото алхимическим способом. В 26 году до н. э. император Чэн-ди назначил Лю Сяна хранителем императорской библиотеки. На этой должности он наладил работу библиотеки. Разработал канонический формат для классических текстов, который стал нормой на протяжении последующих веков. Он оставался советником императоров империи Хань, пытался предотвратить влияния императрицы Ван. Скончался Лю Сян в столице в 6 году до н. э. Его дело продолжил сын Лю Синь.

## Творчество
Лю Сян был первым редактором Шань хай цзин («Книги гор и морей»), а также «Сюань-цзы» («Истории Сада»). Составил также исторические произведения «Жизнеописание знаменитых женщин» (расположены по группам «Звёздные матери», «Милостивые и мудрые», «Девственники и смиренные», «Красноречивые и умные», «Грешные и легкое») и «Жизнеописания выдающихся бессмертных».

## Отражение в языке
В китайском языке есть чэнъюй «любовь к драконам господина Е» (кит. 叶公好龙), образно означающий говорить, что любишь какую-то вещь или какое-то дело, тогда как в действительности не любишь. Он происходит из раздела «Смесь» (кит. 杂事) сочинения Лю Сяна «Синь Сюй» (кит. 新序). Там рассказывается, как в древние времена господин Е любил драконов: рисовал их на предметах быта, вырезал на стенах. Об этом узнал настоящий дракон, явился к дому господина Е и просунул голову в окно. Когда господин Е увидел дракона, лицо его почернело, он ноги в руки и убежал.